# Carena de la Rodoreda
La Carena de la Rodoreda és una serra situada al municipi de Santa Maria d'Oló, a la comarca del Moianès, amb una elevació màxima de 802 metres.